# Psila atlasica
Psila atlasica är en tvåvingeart som beskrevs av Shatalkin 2000. Psila atlasica ingår i släktet Psila och familjen rotflugor.
Artens utbredningsområde är Marocko. Inga underarter finns listade i Catalogue of Life.